# 西野文太郎
西野 文太郎（にしの ぶんたろう、慶応元年9月9日（1865年10月28日） - 1889年（明治22年）2月11日）は、日本の不平士族、国粋主義者。森有礼の暗殺犯である。

## 経歴
長州藩士、西野義一の長男として山口に生まれる。山口黒城塾、山口中学校（現・山口県立山口高等学校）を卒業した後、三浦梧楼を頼って上京するが職が見つからず、一旦帰郷して山口県庁に就職した。東京では講道館に通い、本田増次郎の教え子だった。1886年（明治19年）、県庁を退職して再び上京し、山口黒城塾時代からの友人・玉井喜作が開いた私塾「東京速成学館」で総務と漢文教師を務める。しかし、東京速成学館はドイツ語を主に教える学校であり、その学生は西洋志向が強い者が多かったため、国粋主義思想が強い西野は生徒からの評判が悪く、まもなく西野は退職して内務省土木局に務めることとなった。なお、玉井もドイツ志向が強い人物であり、西野と思想は異にしていたが、特にそれで衝突するようなことはなく二人は親友であった。
1887年（明治20年）、文部大臣森有礼が伊勢神宮において不敬な態度をとった（伊勢神宮不敬事件。伊勢神宮に参拝した際、拝殿に掛かる布の簾をステッキで払い除けて中を覗いた）という報道が行なわれる。この事件については、事実ではないという説も強く真偽は不明であるが、当時伊勢神宮造営掛であった西野はこれを信じ、森を許せないと考えるようになった。こうして西野は、1889年（明治22年）2月11日、大日本帝国憲法発布式典の出席準備をしていた森を訪ね、出刃包丁でその腹部を刺すという犯行に及ぶ。森は出血多量で翌日死亡したが、西野もまたその場で森の護衛に台所まで追い詰められ、仕込み杖により斬られて死亡した。23歳であった。
暗殺の当日に所持していた斬奸状には、「天皇を頂く我が国の基礎を破壊し、我が国を亡滅に陥れようとした」などと記載されていた。
1889年（明治22年）2月25日付の『東京日日新聞』によれば、西野に対して無名で香典を贈る者や、葬送の際に霊前で祭文を読む者、西野の経歴や逸事を調べてまとめた物を販売し、その代金を西野の将来の祭祀料にしようと計画した者などがおり、民衆からはある程度人気を集めたとされる。